# Ada Limón
Ada Limón nasceu em 28 de março de 1976. Ela é uma poeta estado-unidense.

## Biografia

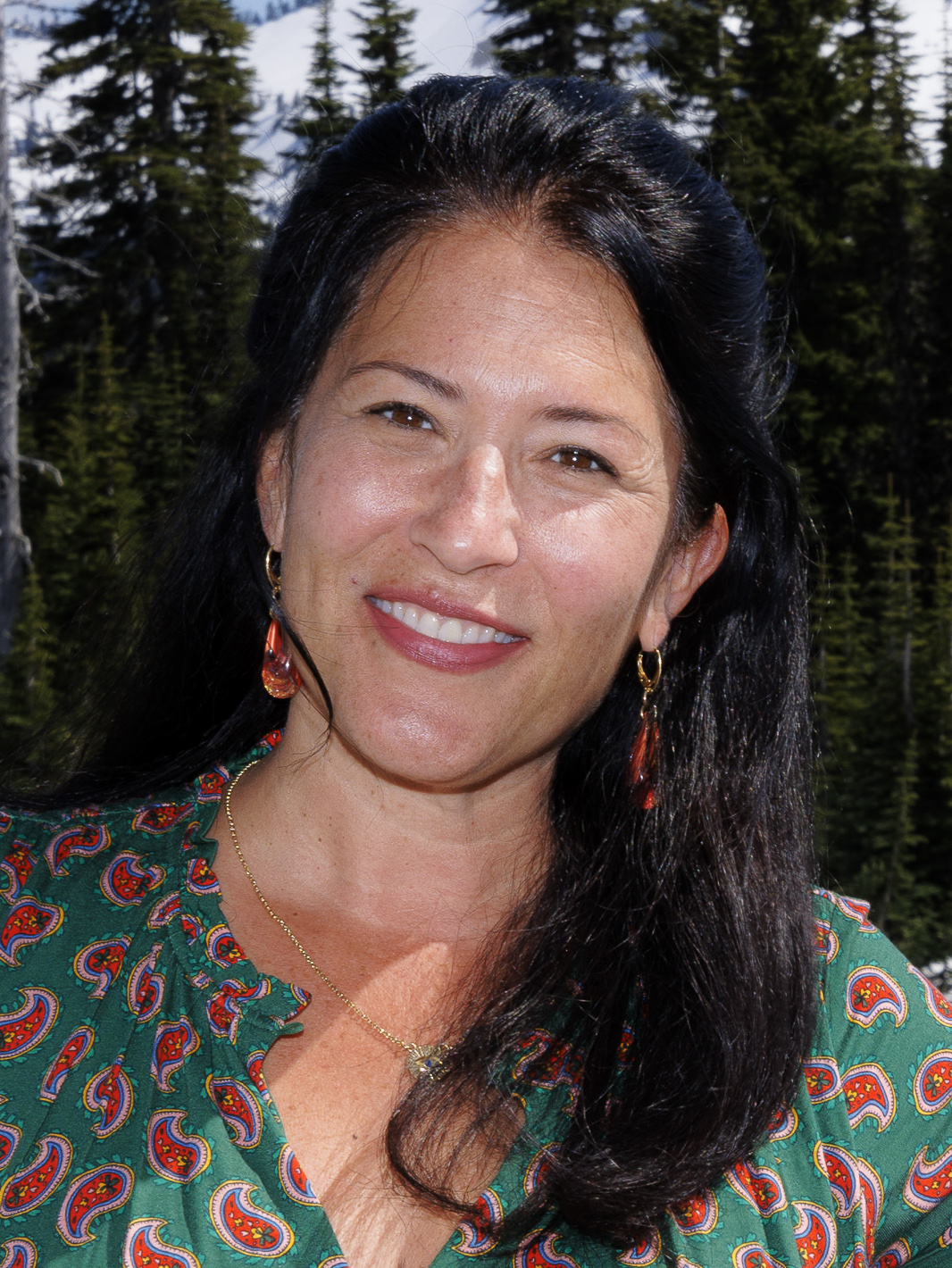
Ada Limón (2024)

Ada Limón cresceu em Sonoma, Califórnia. Ela estudou teatro na University of Washington School of Drama. Após ter cursos de professores como Colleen J. McElroy, ela recebeu seu mestrado em Belas Artes da New York University em 2001. Na New York University ela estudou com Sharon Olds, Philip Levine, Marie Howe, Mark Doty, Agha Shahid Ali e Tom Sleigh. Ela é beneficiária da New York Foundation for the Arts, da Provincetown Fine Arts Work Center e da Kentucky Foundation for Women. Sua turma de pós-graduação incluia poetas conhecidos, como Jennifer L. Knox, Gregory Pardlo, Jason Schneiderman, e Kathleen Graber.
Depois de formar-se, ela recebeu uma bolsa de estudos para viver e escrever no Provincetown Fine Arts Work Center. Em 2003, ela também recebeu uma bolsa de estudos da New York Foundation for the Arts e ganhou o prêmio de poesia do Chicago Literary Award. 
Após morar em Nova York por 12 anos, onde ela trabalhou em revistas como Martha Stewart Living, GQ e Travel + Leisure. Atualmente, Ada mora em Lexington, Kentucky e Sonoma, Califórnia, onde ela escreve e ensina. 

## Vida Profissional
O primeiro livro de Ada Limón, Lucky Wreck, foi escolhido por Jean Valentine como vencedor do Autumn House Poetry Prize em 2005. Seu segundo livro, This Big Fake World, foi o vencedor do Pearl Poetry Prize em 2006. Os dois livros foram lançados em menos de um ano. Em um artigo de 2014 para a Compose Magazine, ela escreveu "Passei de não ter nenhum livro para ter dois livros em menos de um ano. Sinto que ganhei a loteria, mas sem o dinheiro. Suponho que, na minha vida, nunca fiz as coisas do jeito normal. Sou tudo ou nada." Ela é parte do corpo de professores da Queens University of Charlotte do programa de escrita criativa, e do programa on-line da Provincetown Fine Arts Work Center, 24Pearl Street. 
Seu terceiro livro, Sharks in the Rivers, foi publicado em 2010 pela editora Milkweed Edition. Brooklyn Rail disse, sobre este livro: "Diferentemente de muita poesia contemporânea, o trabalho de Ada Limón não é desconstrutivista nem derivado do texto. Ela personaliza suas homilias, com sua marca de autenticidade de invenção e auto-conhecimento." O quarto livro de Ada Limón, Bright Dead Things,  foi lançado em 2015. No ano de 2015 ela foi finalista do National Book Award for Poetry.
Enquanto ela ainda trabalha em dois projetos de ficção e outros projetos de não-ficção, seus poemas continuam sendo amplamente divulgados. Seu poema "State Bird΅ apareceu na edição de 2 de junho de 2014 da revista The New Yorker. O poema "How to Triumph Like a Girl" recebeu o prêmio Pushcart Prize, e trata dos diferentes aspectos de ser uma mulher-cavalo. Seus poemas apareceram no The New Yorker, The Harvard Review, e Pleiades.
Limón foi jurada na categoria de poesia do National Book Award em 2013.

### Poesia

#### Coleções de poemas
- Lucky wreck. Autumn House Press, 2006.
- This Big Fake World, Pearl Editions, 2006 ISBN 978-1-888219-35-7
- Sharks in the Rivers, Milkweed Editions, 2010 ISBN 978-1-57131-438-3
- Bright Dead Things, Milkweed Editions, 2015 ISBN 978-1-57131-925-8